# Chor-Bakr
Il complesso memoriale di Chor-Bakr è un cimitero di mausolei chiamato anche "città dei morti" del XVI secolo a 5 km di distanza da Bukhara, in Uzbekistan.

## Il sito
Venne costruito sopra il luogo di apparente sepoltura di Abu-Bakr-Said, morto nell'anno 360 del calendario musulmano (970-971 d.C.), e che è stato uno dei quattro discendenti di Maometto. Il complesso comprende delle necropoli di tombe di famiglia, e cortili. 
Molte costruzioni nel complesso sono riccamente decorate di piastrelle policrome. In molte corti sopra i luoghi di sepoltura, vi sono lapidi in marmo con iscrizioni epigrafiche, e decorazioni vegetali geometriche.
La struttura del complesso comprende 25 costruzioni: khanqa, Moschea, Ayvan con khudjras, darvazahana, un minareto e 20 piccoli monumenti - cortili - luoghi di sepoltura con i rivestimenti a cupola, e portali in parte in piedi. Il territorio occupa sia un memoriale che un antico cimitero pari a 3 ettari

## Storia
Nel 1560 Abdulla khan II della dinastia shaybanide ha deciso di commemorare la famiglia, ordinando di costruire una moschea, una madrasa e khanqa. La costruzione del complesso è stato completato nel 1563. La necropoli ha poi continuato a svilupparsi, e il suo nuovo centro include una khanqa e una moschea, erette in due fasi di khudjra. Tutte le costruzioni del complesso vennero erette sopra i luoghi di sepoltura dei familiari degli sceicchi Djumbarsk. Infine, il monumento venne esteso all'inizio del XX secolo, quando venne eretto il piccolo minareto.
Questo sito è stato aggiunto alla Tentative list del Patrimonio Mondiale dell'UNESCO il 18 gennaio 2008, nella categoria culturale. La necropoli è stata inclusa nel sito seriale Vie della Seta: corridoio Zarafshan-Karakum, iscritto nel 2023 nella lista dei patrimoni dell'umanità dell'UNESCO.

## Galleria d'immagini

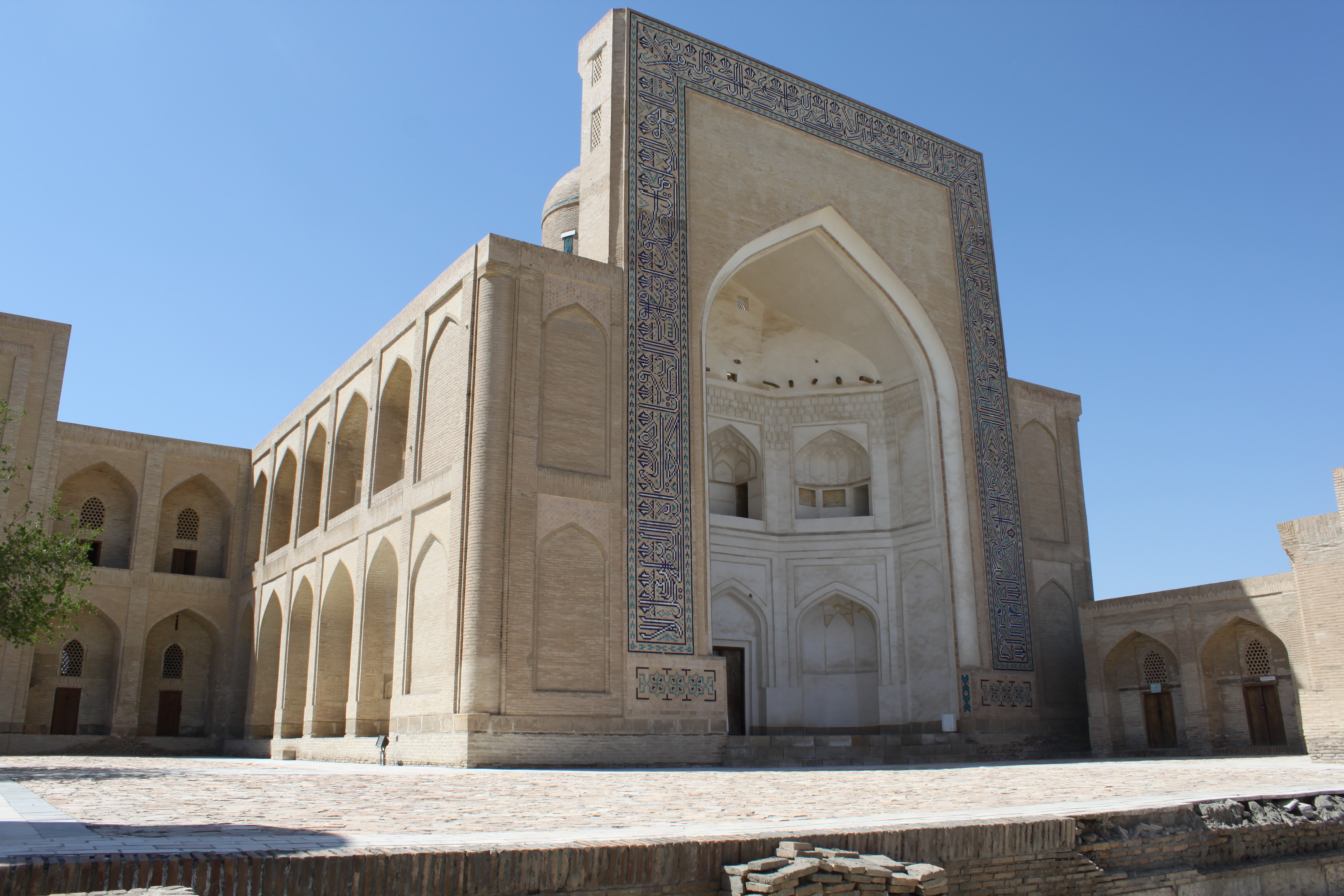
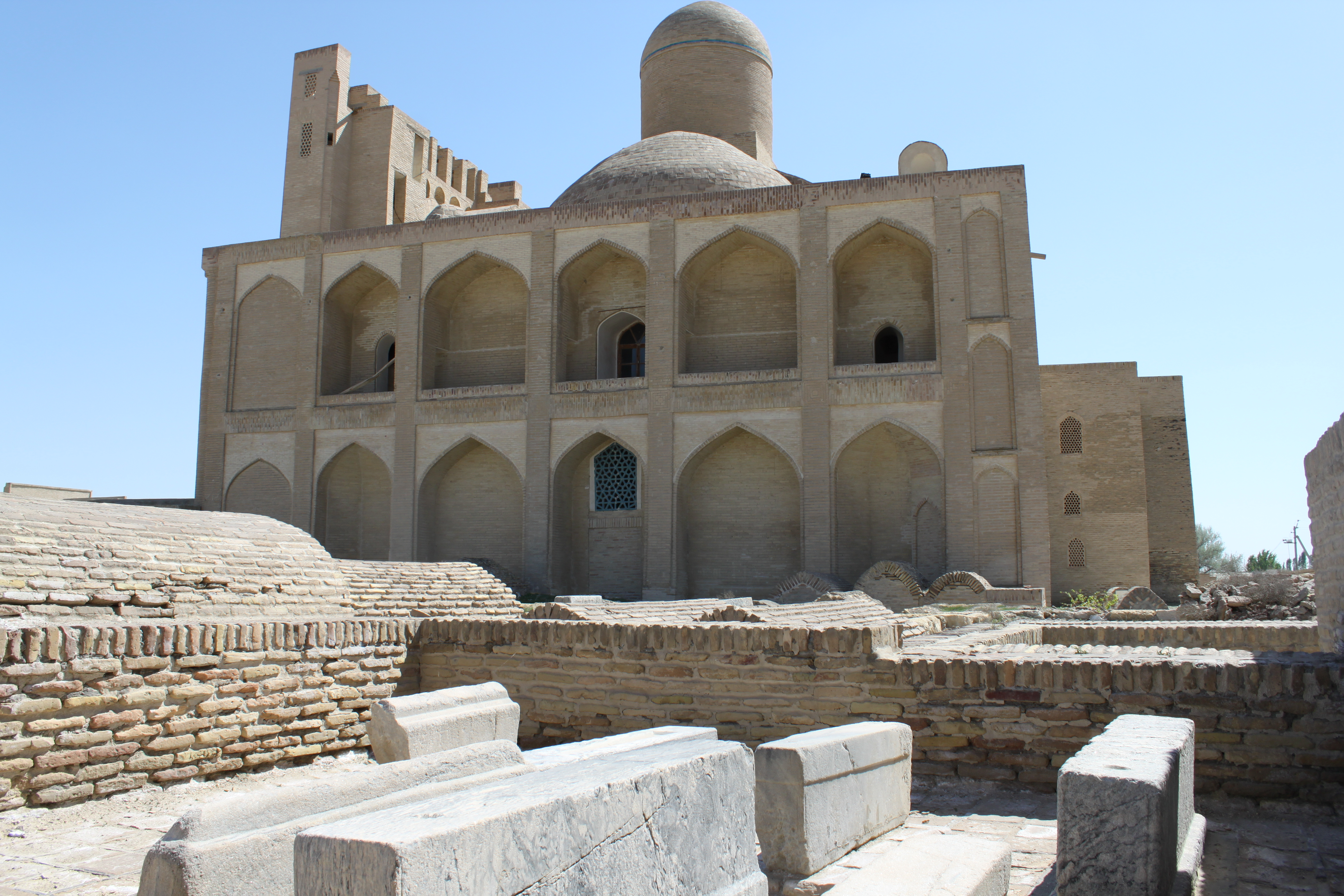
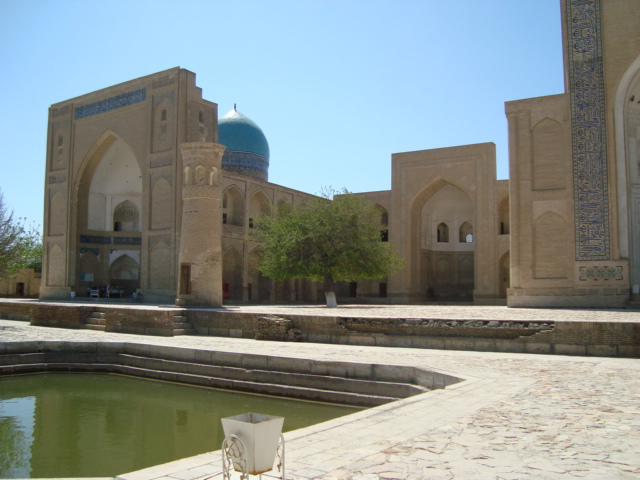
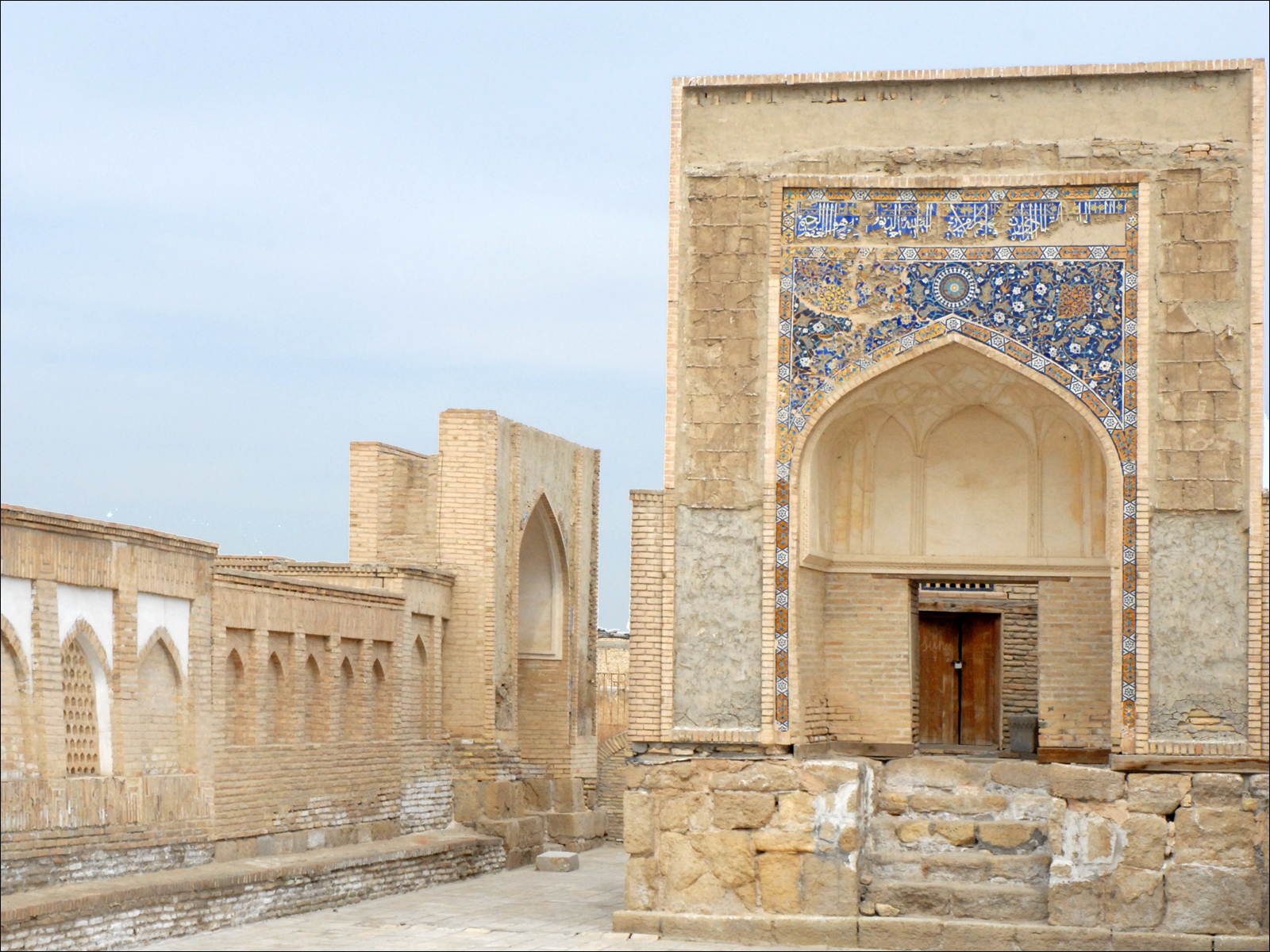
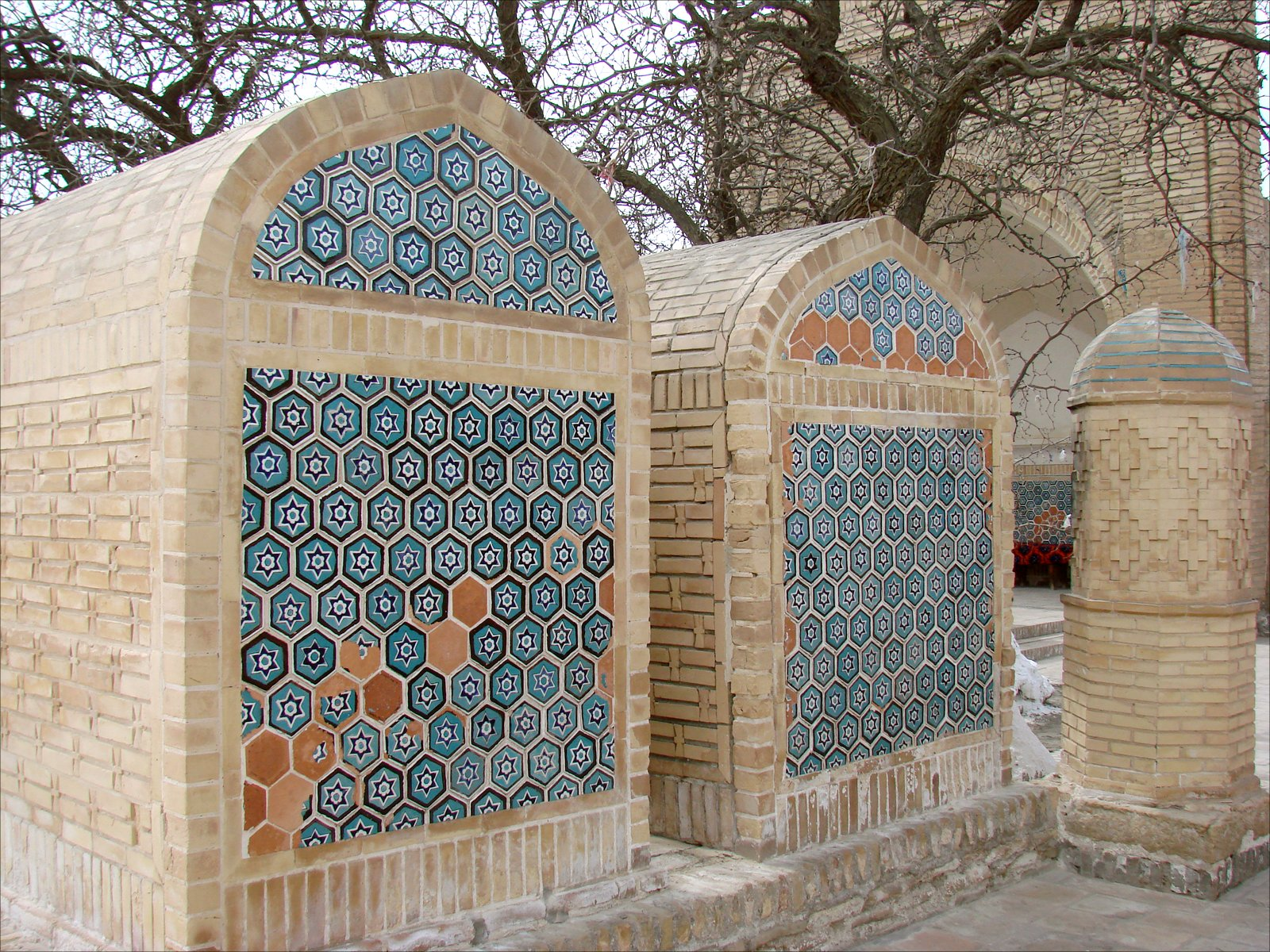